# Risto Björlin
Risto Björlin est un lutteur finlandais spécialiste de la lutte gréco-romaine né le 9 décembre 1944 à Vaasa.

## Biographie
Lors des Jeux olympiques d'été de 1972, il remporte la médaille de bronze en combattant dans la catégorie des -57 kg.